# تارا (کوه)
تارا (سیریلیک صربی: Тара) یک کوه در غرب صربستان است. این کوه بخشی از آلپ دیناری است و حدود ۱٬۰۰۰ تا ۱٬۵۹۰ متر (۳٬۲۸۰ تا ۵٬۲۲۰ فوت) سطح دریا قرار دارد. سراشیبی کوه با جنگل‌های متراکم پوشیده شده و در کنار آن صخره‌ها و علفزارهای مرتفع، صخره‌های شیب‌دار و دره‌های عمیق ایجاده شده توسط رود درینا و چندین غار کارست است. این کوه یک مرکز گردشگری محبوب است. پارک ملی تارا شامل بخش بزرگی از کوه می‌شود. بلندترین کوه، زبوریشته با ۱٬۵۴۴ متر (۵٬۰۶۶ فوت) ارتفاع است.

## پارک ملی

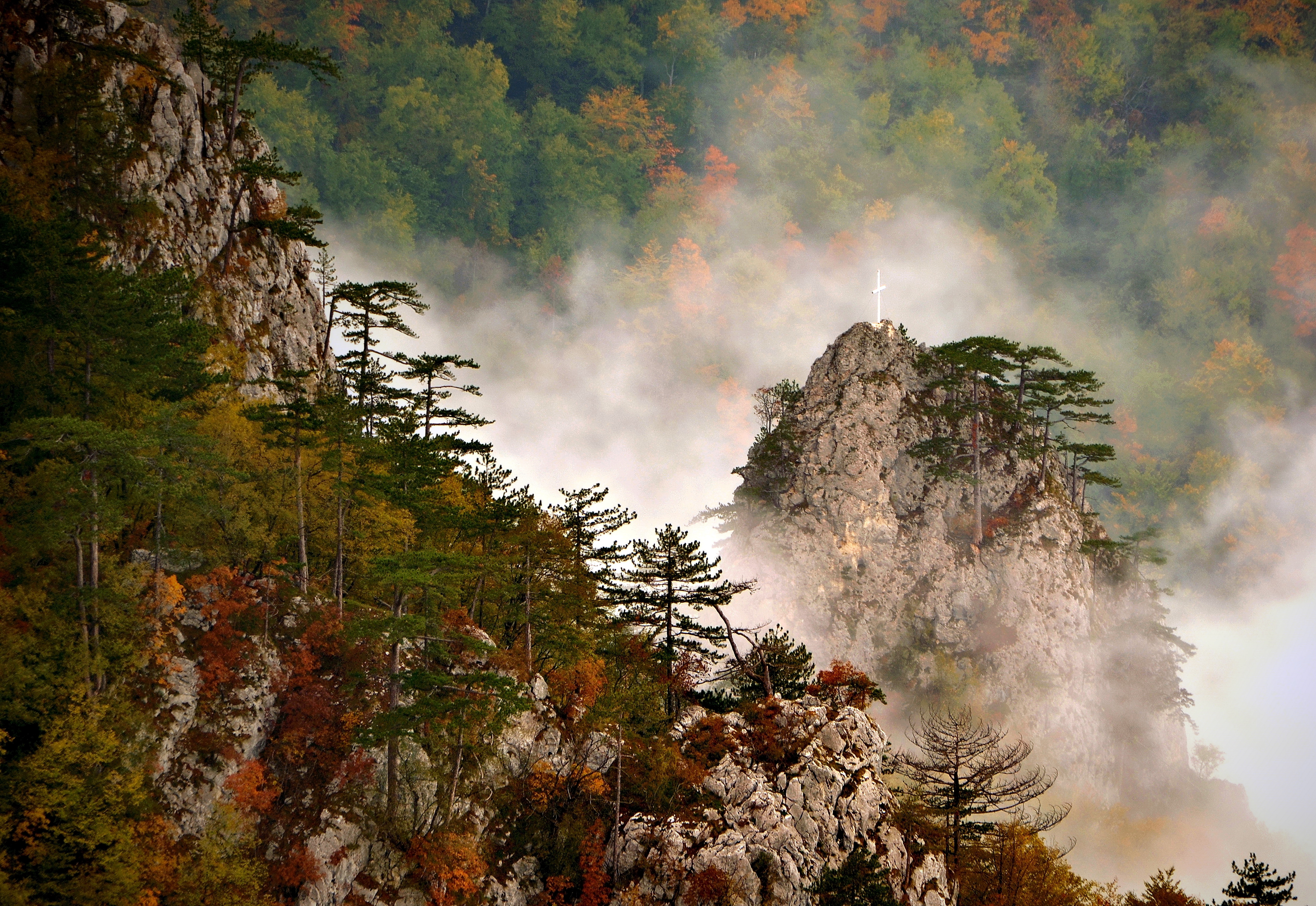
تارا کوهی است که در غرب صربستان واقع شده است. این کوه بخشی از رشته‌کوه آلپ دیناریک بوده و ارتفاع آن بین ۱٬۰۰۰ تا ۱٬۵۰۰ متر از سطح دریا است. دامنه‌های کوه پوشیده از جنگل‌های انبوه با تعداد زیادی دشت مرتفع و چمنزار، صخره‌های شیب‌دار، دره‌های عمیقی که توسط رودخانهٔ درینا در نزدیکی آن تراشیده شده‌اند، و همچنین غارهای کارستی یا آهکی فراوان است. این کوه یک مرکز گردشگری محبوب به‌شمار می‌آید. پارک ملی تارا بخش بزرگی از این کوه را در بر می‌گیرد. بلندترین قله آن «زبوریشته» با ارتفاع ۱٬۵۴۴ متر است.

تلاش‌های نخستین برای حفاظت از بخش‌هایی از کوه در سدهٔ نوزدهم رخ دادند. کمی پس از اینکه مؤسسه حفاظت از طبیعت در سال ۱۹۴۸ در صربستان بنیان‌گذاری شد، در سال ۱۹۵۰ شش ذخیره‌گاه طبیعی بر روی کوه اعلام شدند. سپس سه‌تا دیگر در دهه‌های ۱۹۶۰ و ۱۹۷۰ نیز اعلام شدند. پارک ملی تارا در ژوئیه ۱۹۸۱ بنیان‌گذاری شد. پارک ملی شامل تارا و بخشی از کوه زویژدا در یک خمیدگی بزرگ از رود درینا است. ناحیه پارک در اصل ۱۹۱٫۷۵ کیلومتر مربع (۷۴٫۰۴ مایل مربع) بود. در ۵ اکتبر ۲۰۱۵، مجلس ملی صربستان قانون جدیدی برای پارک‌های ملی تصویب کرد که ناحیه پارک ملی تارا را به ۲۴۹٫۹۲ کیلومتر مربع (۹۶٫۴۹ مایل مربع) افزایش داد.